# 蛇鶴八步
《蛇鶴八步》是一部於1978年拍攝的香港動作片，由成龍及苗可秀等擔綱主演。導演為陳志華，編劇為張信義，出品人是羅維。

## 劇情大略
片头是成龙表演中国功夫，六合枪，接着表演单刀拐破双枪。
武林中八大掌门人相约每年聚会一次，切磋武艺，一年8月中秋，八大门派抛弃门户之见，用各大派武学的精华，创建了一种新式拳法，名叫“蛇鹤八步”。他们创制出这套新拳法之后，推举了武功最高的人为武林盟主，负责保管拳谱，并且以一支“九龙令”充当武林盟主的令箭，号令江湖，保护武林的和平。有一天，八大掌门都离奇失踪，江湖上开始再次掀起了腥风血雨。
徐英风（成龙；少林寺掌门人的徒弟）带着《蛇鹤八步》拳谱四处行走，引来无数江湖人士的觊觎之心。丁家三虎在河流边知道了徐英风，并且抢夺拳谱，不过他们的武艺太差，被徐英风打败，狼狈而逃。
小叫花子黄珠（金正兰；女扮男身）在江湖流浪，一日他在包子店偷包子，被老板抓住，徐英风抛给老板几个铜板，救了黄珠。两人一同去饭店里吃饭，不料此时来了一个地痞（徐英风的家童），一边捏过客桌上的菜，傍着徐英风就偷了他的拳谱袋子，丢在地上，露出《蛇鹤八步》拳谱，众餐馆的江湖人士顿时都有了觊觎之心。立马就有武当派的人冲过来强抢，不过都被徐英风打跑了。他在饭店开了一张上房住了下来。
刚住进去，一个四川唐门的人就射过来一把飞镖，请他去破庙商谈。破庙里唐屏儿正在吹笛子（苗可秀），她对徐英风说，用多少钱可以买他身上的拳谱，不过徐英风不同意卖。唐屏儿先礼后兵，和徐英风格斗起来，不过马上就被徐英风击败。
徐英风回到饭店自己的房间，发现床上坐着个女人，原来是黄珠，此刻她恢复了女儿身。她和徐英风斗嘴之后，气走了。房间里还躲着丐帮的帮主白里穷，他也为夺取拳谱而来，不过也被徐英风打败了，他告诉白里穷自己是为了找一个肩膀有痣的人。
黑龙帮钱帮主为了夺取拳谱，请来了湘西三霸，湘西三霸要20万才去，钱帮主不答应。徐英风在饭店吃饭时，来了三个人，请他去怡香堂，并说堂主是黑龙帮的孙夫人，不过徐英风不同意去，于是三人来和他交手，都被打败，这时候徐英风却又愿意去见见他们的堂主孙夫人。徐英风见到了冒牌的孙夫人，他说孙夫人身上有股香味，假扮的没有。孙夫人用十万两银子和漂亮的姑娘换取拳谱和九龙令，徐英风不愿意。他们打了起来，后来假扮的峨眉派方士平（黑龙帮刑堂堂主）赶过来，杀尽了怡香堂的人。
黄珠的父亲飞虎堡为了当武林盟主和武功第一，派遣女儿黄珠色诱徐英风。徐英风回山探望了师傅。下山碰到了丁家三虎和铁拳巨无霸，四人都被徐英风打败。
徐英风回到饭店的房间，却发现房里又坐着一个女人，是唐门的唐屏儿。唐屏儿用唐门的传家宝金孔雀和自己的身体作为交换换取拳谱和九龙令，不过徐英风还是不为所动。
黑龙帮派遣武堂主前去刺杀徐英风。假扮的峨眉派方士平伪装受伤和武堂主打斗，徐英风前去救他，结果反而被他刺了一刀。幸亏唐门的来救才挽回了局面。唐门为徐英风疗伤，结果黄珠带着父亲前来，抓走了徐英风。黄堡主对徐英风不给吃喝，逼他交出拳谱。
唐屏儿邀请丐帮帮主白里穷、卢老怪等人前去营救徐英风，结果卢老怪也被抓了起来，和徐英风关在一起，两人在监狱里结为兄弟。晚上，两人假装争夺银子，勾起了狱卒的注意力和金钱心，狱卒跑过来，两人却已经打开了锁，跑了出来，他们从后门溜走了。
徐英风此时只有黑龙帮钱帮主的身体没有看过了，于是他和卢老怪前去找黑龙帮。而黑龙帮也设计诱出徐英风。卢老怪和钱帮主交手，扒开他的衣服，看到肩膀有痣，徐英风此刻知道了下毒毒害八大门派掌门人的凶手。此时，飞虎堡、唐门、丐帮都来了，打成混战，混战中，黄珠被钱帮主杀死。双方死了不少人。徐英风等人逃走了。
徐英风带着卢老怪、白里穷和黄堡主、唐屏儿见到了他的师傅少林寺的掌门人，少林寺掌门人用九龙令发出江湖号令，邀请钱帮主到华山比武。钱帮主和徐英风打斗的时候，湘西三霸突然来到，并且开价码40万帮他杀徐英风，不过湘西三霸很快也被徐英风降服，而钱帮主本人也不久被降服。

## 演員表

### 主演
| 演 員  | 角 色  | 備 註                  |
| 成龍   | 徐英風 |                        |
| 苗可秀 | 唐屏兒 | 四川唐门的第三代掌门人 |

### 联合主演
- 苗天
- 李文泰
- 武德山
- 佟林
- 王筠
- 鲁丰
- 何刚
- 林照雄
- 李敏郎
- 杜伟和
- 翁忠德
- 陈世
- 陈威安

## 外部連結
- 香港影庫上《蛇鶴八步》的資料（繁體中文）
- 豆瓣电影上《蛇鶴八步》的資料 （简体中文）
- 时光网上《蛇鶴八步》的資料（简体中文）
- AllMovie上《蛇鶴八步》的资料（英文）
- 爛番茄上《蛇鶴八步》的資料（英文）
- 互联网电影数据库（IMDb）上《蛇鶴八步》的资料（英文）